# Johan Ludvig Runeberg

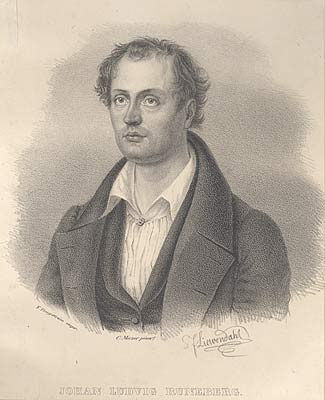
Johan Ludvig Runeberg

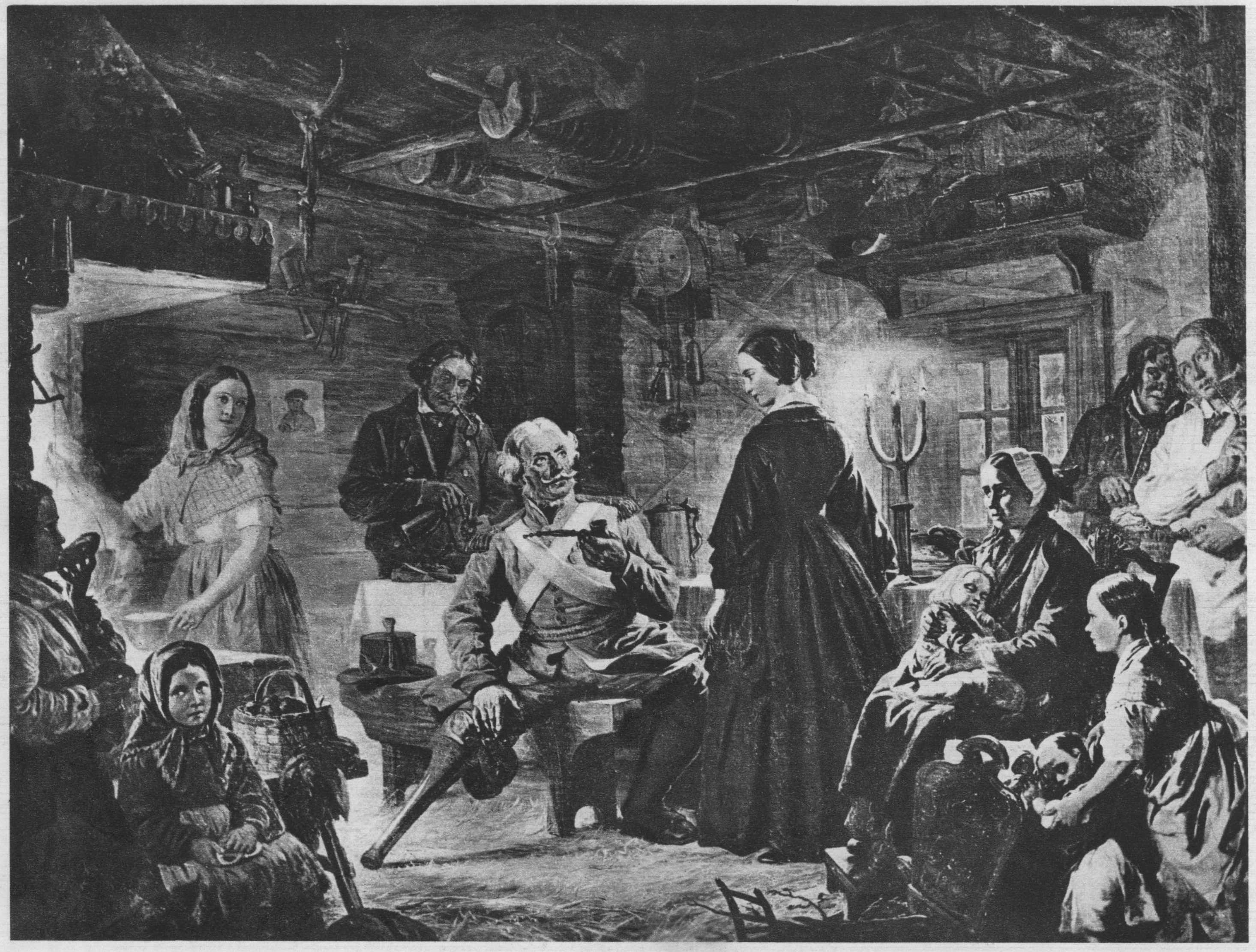
Der alte Pistol erzählt seine Kriegserinnerungen. Szene aus Runebergs Weihnachtsabend. Gemälde von Robert Wilhelm Ekman (1808–1873)

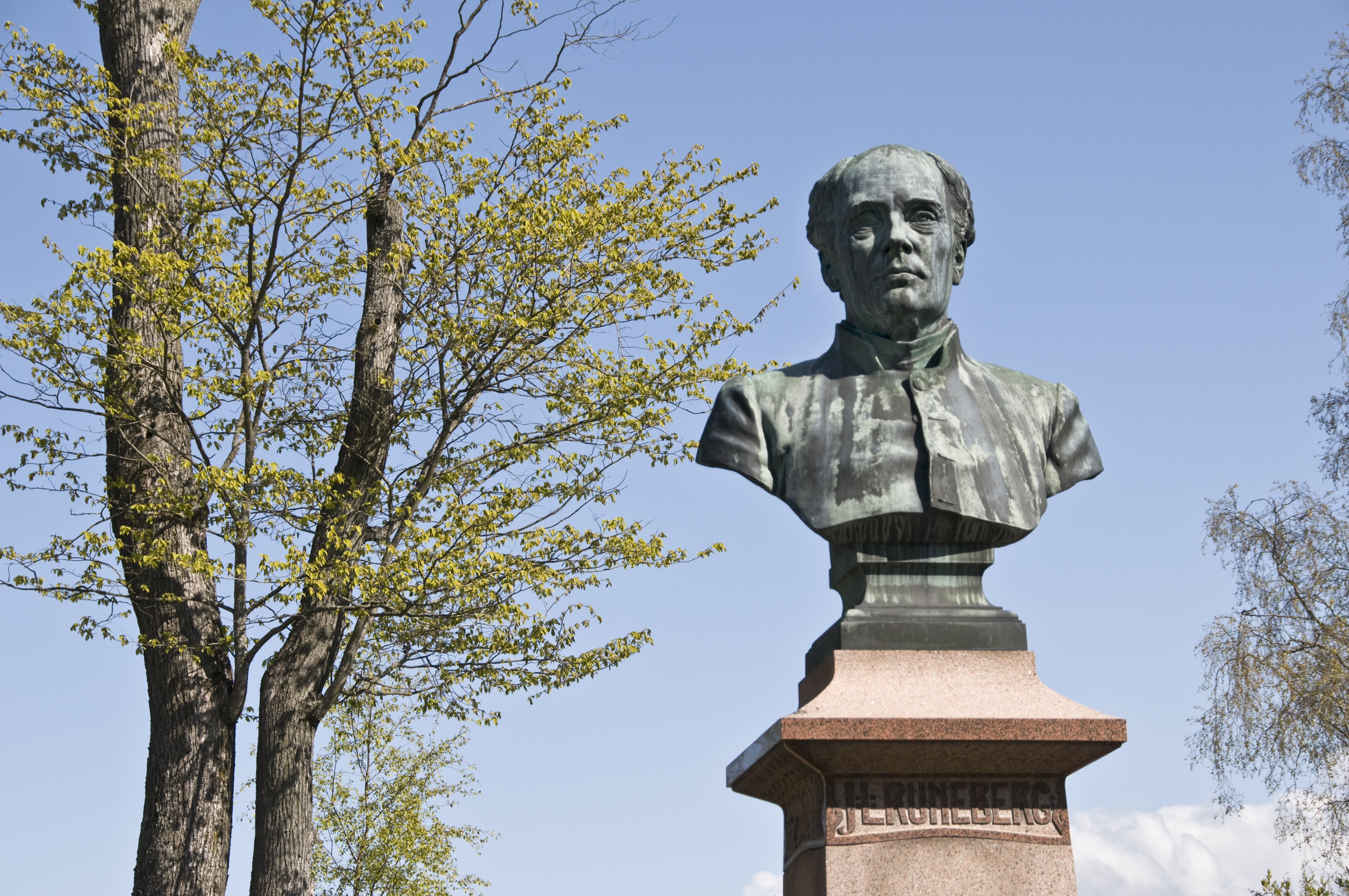
Runeberg-Büste in Jakobstad

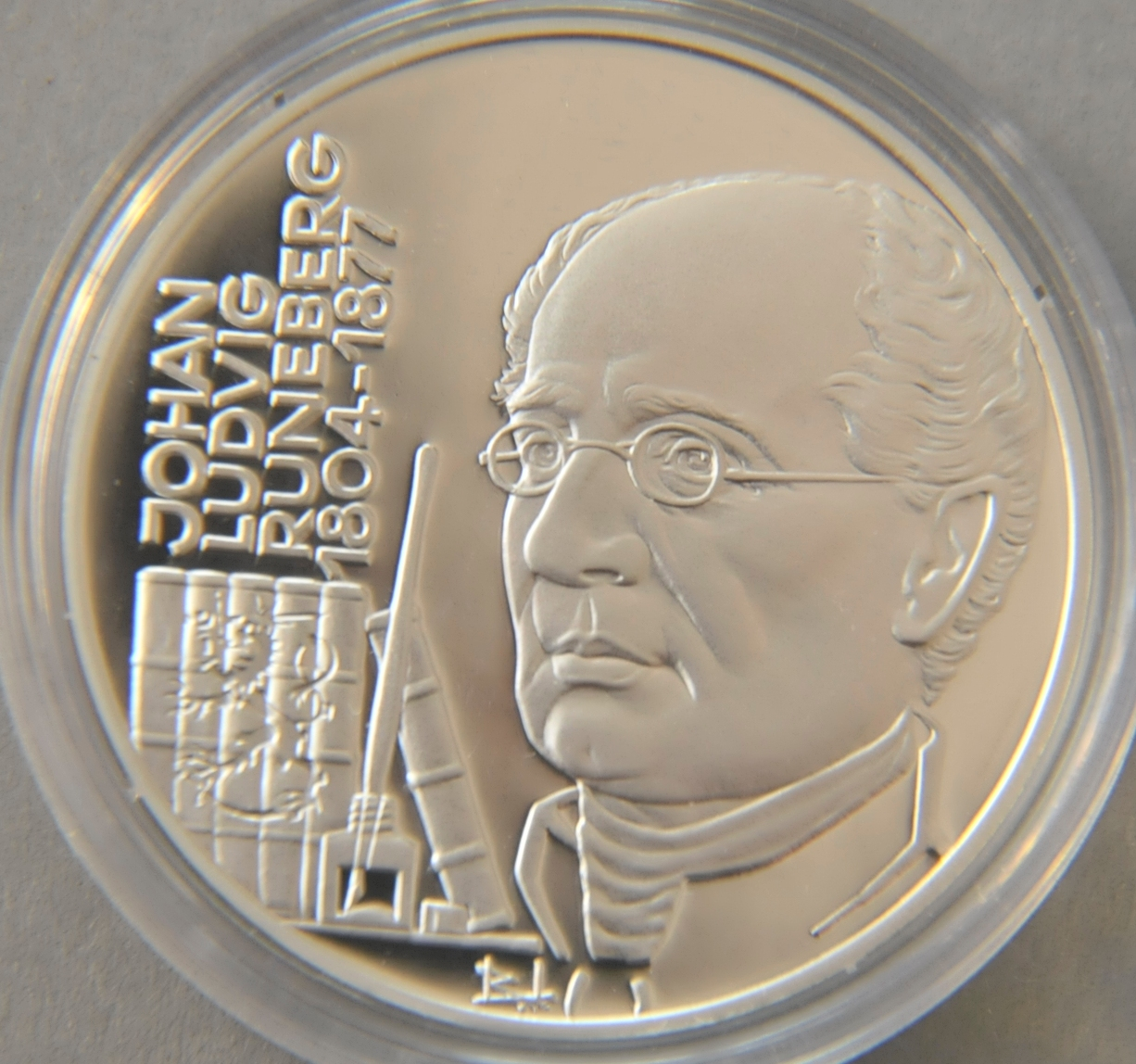
20 ECU-Silbergedenkmünze von 1995

Johan Ludvig Runeberg (* 5. Februar oder 7. Februar 1804 in Jakobstad; † 6. Mai 1877 in Borgå) war ein finnlandschwedischer Schriftsteller. Er gilt als der Nationaldichter Finnlands.

## Leben
Johan Ludvig Runeberg wurde in eine schwedischsprachige Familie in Jakobstad (finnisch Pietarsaari) in Österbotten geboren. Sein Vater war Kapitän zur See. Er schrieb sich 1822 als Student an der Åbo Akademi ein. Dort machte er 1827 seinen Abschluss in Philosophie und wenig später seinen Magister. Während dieser Zeit verbrachte viel Zeit im Haus des Erzbischofs Jakob Tengström (1755–1832). Im Jahr 1828 verlobte er sich mit dessen Nichte Fredrika Tengström. Er entwickelte sich rasch zu einem bekannten Dichter. Bereits 1826 hatte er begonnen an Älgskyttarne (Dt. „Die Elchschützen“, 1832) zu schreiben. Im Herbst 1828 ging Runeberg nach Helsingfors (Helsinki), wo er 1830 Dozent für lateinische und griechische Sprache und Literatur wurde. Ab 1831 unterrichtete er am neu gegründeten „Helsingfors Lyceum“. Von 1837 bis zu seiner Pensionierung 1857 unterrichtete er am Gymnasium in Borgå (Porvoo). 1876 wurde er Ehrenmitglied der Petersburger Akademie der Wissenschaften.
Er war seit 1831 mit Fredrika Charlotta, geb. Tengström, verheiratet. Mit ihr hatte er acht Kinder. Fredrika betätigte sich ebenfalls als Schriftstellerin.
Zu seinem Umkreis zählte die Dichterin Emilie Björkstén. 
Johan Ludvig Runeberg wurde auf dem Friedhof von Borgå beigesetzt.

## Werk
Das berühmteste Werk Runebergs ist Fänrik Ståls sägner („Fähnrich Stahl“), das in zwei Teilen 1848 und 1860 erschienen ist. Es besteht aus 35 Gedichten, vor allem Heldenballaden, aus der Zeit des Finnischen Krieges (1808–1809), der nach dem Vertrag von Fredrikshamn zur Abtretung Finnlands an Russland durch Schweden führte. Das erste Gedicht daraus, Vårt land („Unser Land“), wurde von Fredrik Pacius zur Nationalhymne Finnlands komponiert.
Runeberg übersetzte serbische Volkslieder ins Schwedische. Hierdurch fand er zu einem schlichten, volksliedhaften Ton, der insbesondere die beiden Bände seiner Gedichtsammlung Idyll och epigram („Idyllen und Epigramme“) kennzeichnet. Runeberg schrieb auch Hexameter-Idyllen in Tegnérs Nachfolge und Dramen.
Runeberg arbeitete auch als Lehrer und Dozent, unter anderem für Griechisch, in Helsingfors und Borgå. Daneben schrieb er für die Zeitungen Helsingfors Morgonblad und Borgå Tidning.
Im Jahre 2004 wurde er in einer Umfrage des finnischen Radiosenders YLE nach den 100 größten Finnen auf Platz 57 gesetzt.
Zu Runebergs Gedächtnis vergibt die Stadt Borgå seit 1987, dem 150. Jahr seiner Ankunft in dieser Stadt, an seinem Geburtstag jährlich den Runeberg-Preis.
In Finnland wird am 5. Februar der Runeberg-Tag (schwedisch Runeberg dygn, finnisch Runebergin päivä) begangen. An diesem Tag werden traditionell auch Runeberg-Törtchen gegessen.
Sein Sohn Walter Magnus Runeberg (1838–1920) wurde ein bekannter Bildhauer.

## Runeberg als Namenspatron
Runeberg wurde zum Namenspatron des Runeberg-Projekts. Das ist ein Freiwilligen-Projekt, das seit 1992 alte Werke skandinavischer Literatur kostenlos im Internet zur Verfügung stellt. Dabei handelt es sich nicht nur um Literatur im engeren Sinne, sondern auch um historische Nachschlagewerke wie die von Jens Peter Trap 1858 begonnene und schließlich 1898–1906 (3. Ausgabe) von Harald Weitemeyer fortgesetzte Statistisk-topografisk Beskrivelse af Kongeriget Danmark (Statistisch-topografische Beschreibung des Königreichs Dänemark).

## Werke in deutscher Übersetzung
- Die Sagen des Fähnrich Stål. Eine Sammlung Gesänge. Aus dem Schwedischen von Ida Meves, Leipzig (bei Rudolph Hartmann), 1852
- Epische Dichtungen (2 Bände). Max Niemeyer Verlag, Halle/Saale 1891. Übersetzt von Wolrad Eigenbrodt.
- Finnlands Heldenkampf in Dichtungen seines Volksdichters Johann Ludwig Runeberg: Für unser deutsches Volk. Callwey Verlag, München 1920. Übersetzt von Wolrad Eigenbrodt.
- Hanna. Der Weihnachtsabend. 2 Dichtungen. Haessel Verlag, Leipzig 1925. Übersetzt von Johannes Öhquist.
- Fähnrich Stahl. Söderström, Helsingfors 1942. Übersetzt von Wolrad Eigenbrodt.